# Spiralen
|  | Denne artikel omhandler en vejtunnel i Bragernesåsen i Drammen, Norge. For kunstnersammenslutning, se Spiralen. |
Spiralen er en vejtunnel i Bragernesåsen i Drammen, Norge.
Indkørslen til Spiralen ligger bagved Drammen Sygehus. Tunnelen snor sig som en spiral seks en halv gang rundt om sig selv og kommer ud i det fri på Spiraltoppen, hvor der er restaurant og grønt område med fin udsigt over byen. Stedet er udgangspunkt for utallige skiløjper, også lysløjper, gennem Drammensmarken.

## Historie
Spiralen blev hugget ud af fjeldet i 1953 fordi der skulle bruges sten til anlæggelse af de to store gader i Drammen, Rosenkrantzgade og Bjørnstjerne Bjørnsons Gade. Tunnelen blev åbnet i forbindelse med byjubilæet i 1961 af Norges Kong Olav V. Tunnelen er 1.650 meter lang. Den starter lige bag sygehuset i en højde af 50 meter over havet, mens toppen ligger 213 meter over havet.